# 布朗尼

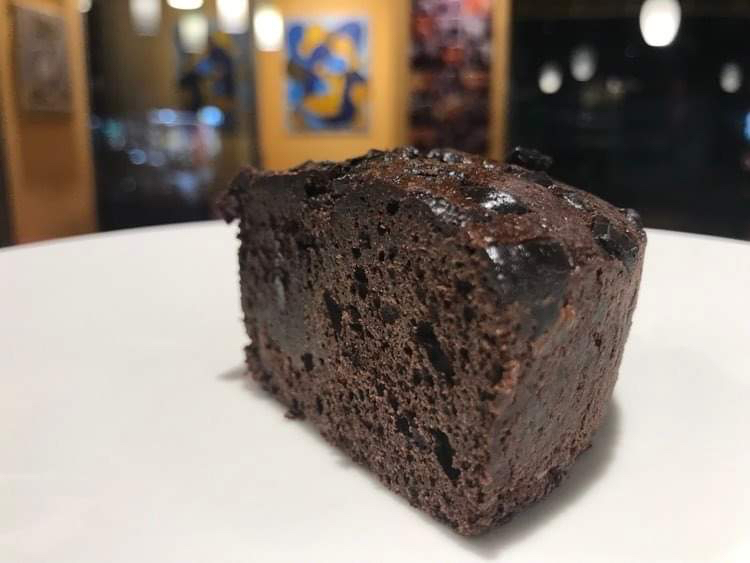
布朗尼

布朗尼又稱為軟糖蛋糕、簡稱軟糖糕，布朗尼是外型看起來有點像餅乾的巧克力蛋糕，由於巧克力顏色呈現棕色（brown），而被稱為布朗尼（brownie）是一種方形的巧克力烘焙甜點。根據不同的組成密度，布朗尼有很多種型態，可能是比較濕潤的口感，或是比較像蛋糕偏乾的口感。食材包含榛果、糖霜、奶油起司、巧克力豆等。另外一種變化是由黑糖、香草取代巧克力的金色布朗尼，或是稱作布朗迪。布朗尼19世紀末期在美國發展，並且在20世紀上半年在美國受歡迎。現在仍是最受美國人歡迎的甜點之一。
布朗尼基本上可以用手取食，通常溫熱的布朗尼佐冰淇淋，並且搭配牛奶，上方再加上打發鮮奶油，或是糖分或牛奶糖。在美國北方，布朗尼是家常點心，也是餐廳或咖啡店裡的熱銷餐點。

## 歷史

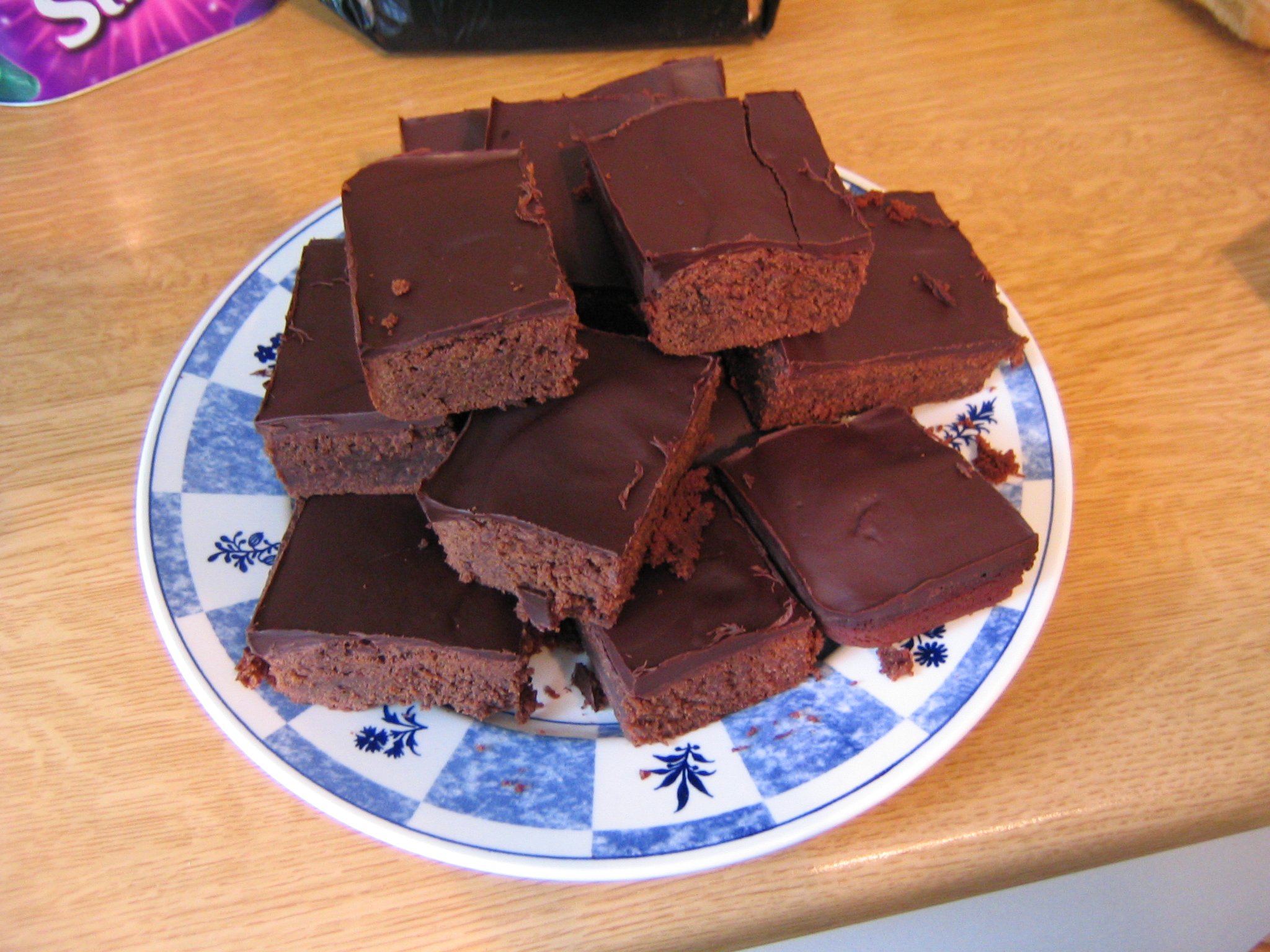
布朗尼

關於布朗尼的誕生有幾種傳說，第一種是據說有廚師不小心將融化的巧克力添加於製作餅乾的麵團中，第二種是廚師在製作巧克力蛋糕時麵粉不夠用，第三種則是有家庭主婦在製作巧克力蛋糕時發現家中沒有泡打粉，使巧克力蛋糕無法膨發，而變成如今的布朗尼，也因為這樣的歷史才使這道甜點有了「可愛的錯誤」 的寓意。
還有傳說布朗尼的發明跟芝加哥知名名媛柏莎帕爾馬有關，其丈夫是帕爾馬希爾頓飯店的擁有者。1893年，柏莎帕爾馬向飯店主廚請求一道適合出席芝加哥世界博覽會的女士們的點心。她希望這道像是比蛋糕再小一點的點心可以被裝在便當盒裡。最後帕爾馬飯店發明出包含核桃以及泛杏果醬的布朗尼。一直到現在，帕爾馬希爾頓飯店依然提供顧客此食譜製作的布朗尼。而布朗尼的名稱則是之後才被命名。
第一個以「布朗尼」作為描述次典型的名稱是在1896年的由芬妮·法莫根據用單一錫模烘烤蜜糖蛋糕版本所撰寫的波斯頓廚藝學校的廚藝書籍。而當時法莫版本的布朗尼並不包含巧克力。1899年，第一個為人所知的食譜被公布於馬爾柴斯食譜（Machias Cookbook.），被稱作「布朗尼食物」。該食譜出現在第23頁的蛋糕段落。來自威斯康辛的瑪麗凱莉創作此食譜。
由於口感鬆鬆軟軟的，加上巧克力的濃郁口感，讓它成為一項老少皆愛的甜點，其製作方式簡單、易上手，網路上與食譜書籍也有許多步驟教學，讓布朗尼逐漸成為日常生活中常見的點心，例如在許多學校園遊會時都可以看見學生販售自行製作的布朗尼，可見這項甜點的普及化與受歡迎的程度。並將每年12月8日訂定為布朗尼日，

## 外部連結
- （英文）Brownie recipe 食譜，With lots of pictures and step-by-step instructions
- （英文）Cooking For Engineers: Dark Chocolate Brownies （页面存档备份，存于）